# カバ (ワイン)

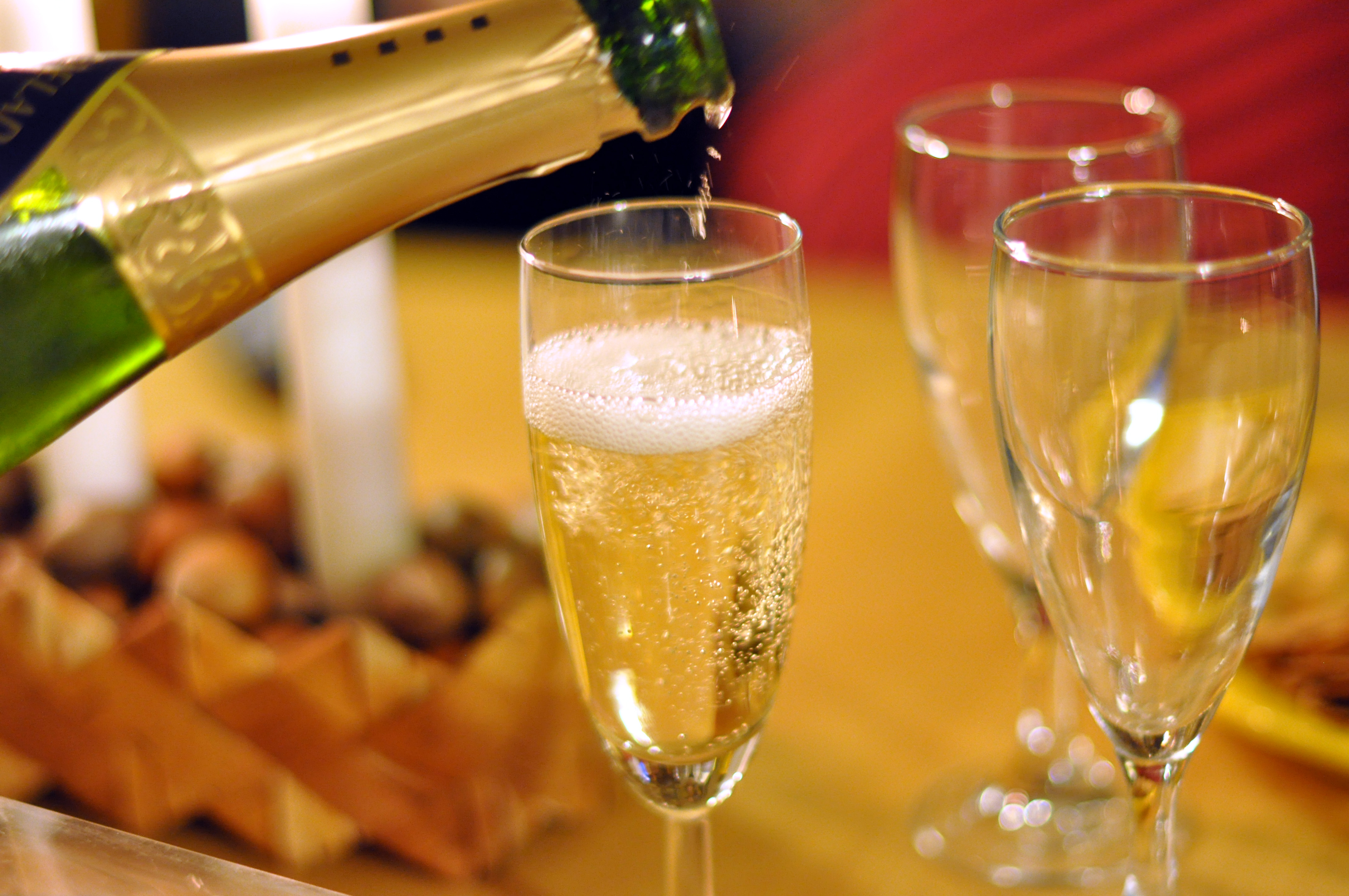
スパークリングワインであるカバ

カバの主産地であるペネデス地域

カバまたはカヴァ(スペイン語: Cava, カタルーニャ語発音: [ˈkaβə])は、スペインの特定地域でシャンパーニュ式製法を用いて生産されるスパークリングワインのこと。ワイナリーの所在地はスペインのワイン法でデノミナシオン・デ・オリヘン（DO, 原産地呼称）の認定を受けている「カバ (DO)」に限られているが、他のDO認定地域で栽培されたブドウも使用されている。カバワインは白ワインまたはロゼワインであり、その大部分がカタルーニャ州ペネデス地域で生産されている。この項では便宜的に、原産地呼称認定地域をカバ (DO)、カバ (DO)などで生産されたスパークリングワインをカバワインとして区別する。
カバワインの多くが夕食、パーティ、結婚式、洗礼などの席で消費される。高い品質に比べて価格はリーズナブルであり、コストパフォーマンスの大きさが特徴である。伝統的なカバワイン用の3品種として、マカベオ種、パレリャーダ種、チャレッロ種がある。
2024年のカバ (DO)の登録ブドウ畑面積は37,502ヘクタール、登録生産従事者数は5,874、登録ワイナリーは343社である。総販売量は約2億1800ボトルであり、スペイン国内販売が35.78%、国外販売が64.22%である。カバワインの主要な輸出国は、ドイツ、イギリス、ベルギー、アメリカ合衆国、スウェーデン、日本などである。
18ヵ月以上熟成のレセルバ以上の等級のカバは、2025年生産よりすべてがオーガニック化されることが義務付けられた。

## 名称
カタルーニャ語のcavaは「洞窟」や「地下蔵」を意味し、かつては実際に熟成の際に洞窟が使用されていた。1872年から1960年代まで「チャンパン」（カタルーニャ語: xampany: シャンパン, スペイン語: champán: チャンパンまたはスペイン語: champaña: チャンパーニャ）と呼ばれていたが、フランス・シャンパーニュ地方のシャンパン生産者に抗議を受けたため、カタルーニャの醸造家は1970年に公式にカバという単語を採用した。1986年にはスペインが欧州諸共同体(EC)に加盟し、1992年にはEU法でシャンパーニュ地方のシャンパンが原産地名称保護制度の地理的保護表示(PGI)の対象となったため、現在ではスペイン産スパークリングワインが「シャンパン」を名乗ることはできない。

## 歴史

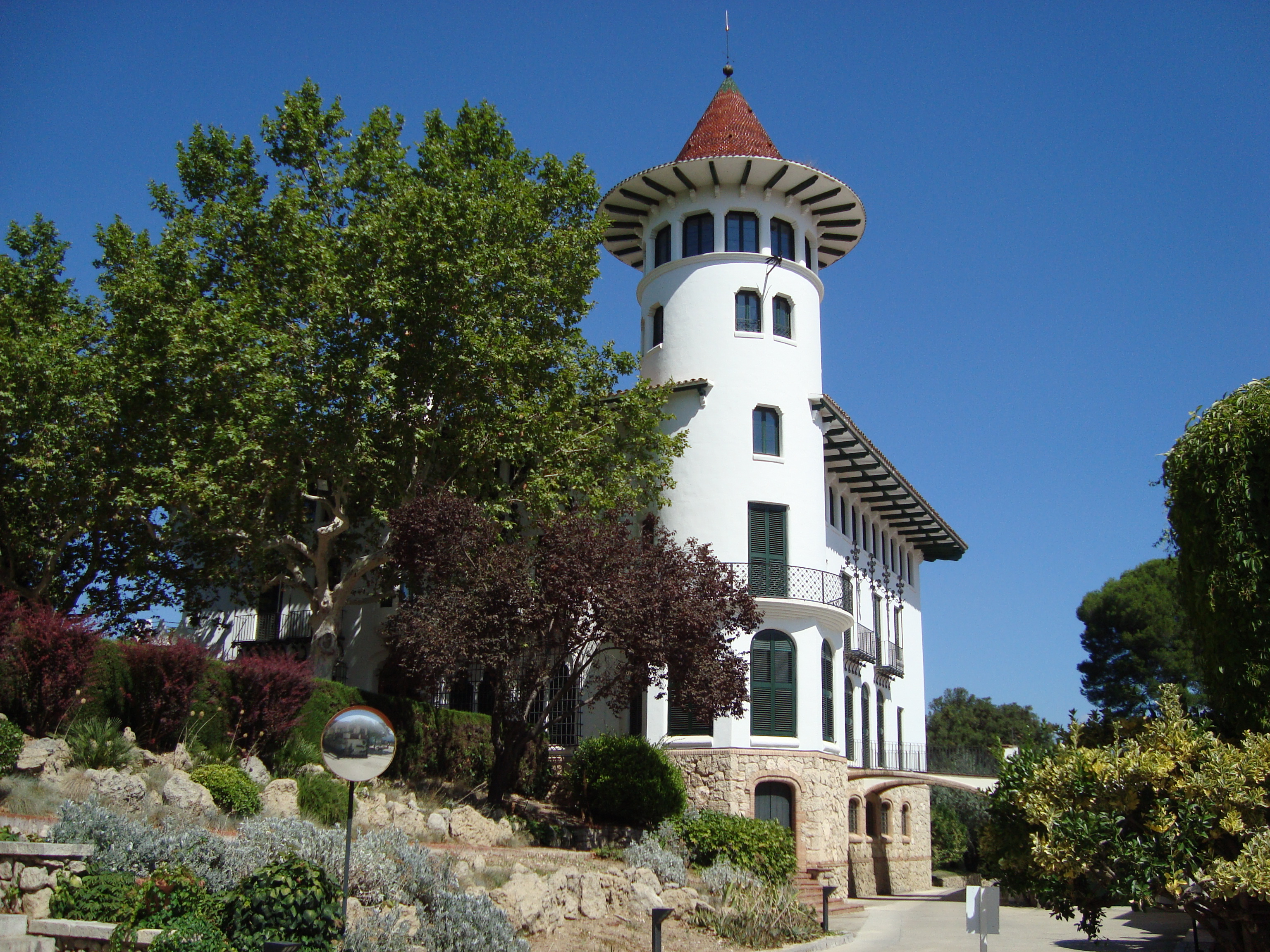
コドルニウ社のシャトー

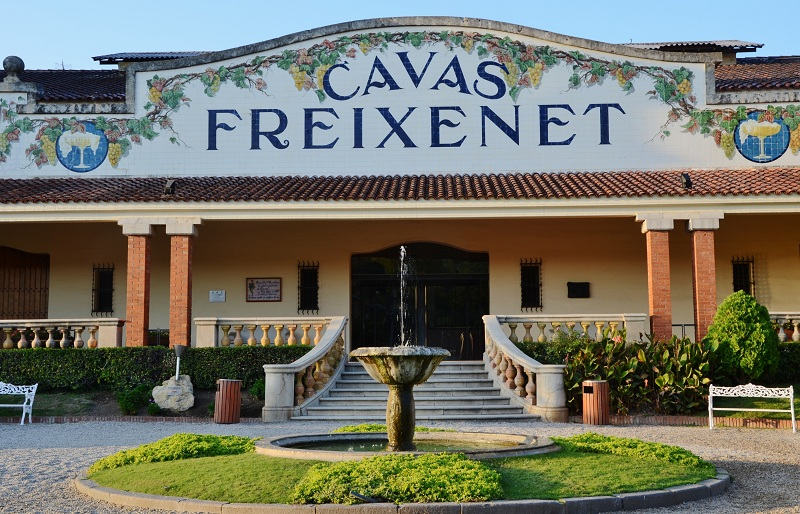
フレシネ社のシャトー

### スペインでの生産開始
1823年にはフランスがスペインに侵攻し、革命派の自由主義政府軍を破った。この侵略はスペインに甚大な被害をもたらしたが、カタルーニャ地方にはスパークリングワインのシャンパーニュ式製法がもたらされた。スペインにおいて初めてスパークリングワインが作られたのは1851年だとされている。コドルニウ家のホセ・ラベントスは1860年代にヨーロッパ各国を回り、コドルニウ家のワインを宣伝した。ラベントスはフランス・シャンパーニュ地方にも滞在し、シャンパンと同様の伝統的手法を用いてスパークリングワインを生産することを思い立った。数年間の試行錯誤の末の1872年、ラベントスはマカベオ種・チャレッロ種・パレリャーダ種などの伝統品種を用いて、バルセロナ近郊の サン・サドゥルニ・ダノイアでスパークリングワインを生み出すことに成功した。

### 商業的な成功
ホセ・ラベントスは本格的にスパークリングワインの生産を開始してコドルニウ社を設立し、後継者のマヌエル・ラベントスの時代にスパークリングワインの商業生産が軌道に乗った。コドルニウ社の1890年の生産量は3,276本だったが、1899年の生産量は11万7,396本と、短期間で爆発的に売上本数を増やしている。多くの生産者がスパークリングワインに注目し、ペネデス地域の経済はスパークリングワインに牽引されるようになった。スパークリングワインの生産成功から25年後には、コドルニウ社がスペイン王室御用達のスパークリングワインとなっている。
1914年には同じくサン・サドゥルニ・ダノイアに拠点を置くフレシネ社がスパークリングワインの生産に参入した。第一次世界大戦の戦禍に巻き込まれたフランスのワイン産地とは異なり、スペインは戦争に対して中立を保ったため、ペネデス地域の生産者はスパークリングワインの販路を拡大する好機を得た。また、1890年代から1910年代にかけてカタルーニャ地方のブドウ畑がフィロキセラによって壊滅的な状態となったため、コドルニウ社の成功に刺激された生産者が黒ブドウ品種からスパークリングワイン用の白ブドウ品種への植え替えを進めた。オーク樽での熟成を必要とする赤ワインとは異なり、スパークリングワインの熟成はボトル内で行えばよく、フィロキセラ被害後の初期投資額が低額で済んだことも、スパークリングワイン生産への転換の利点となった。

### 国外への市場拡大
1960年代にはコドルニウ社とフレシネ社が本格的に国外への輸出を開始し、アメリカ合衆国やヨーロッパ諸国を中心として市場が拡大した。1960年代までのスペインでは、シャンパン同様の瓶内二次発酵方式を用いるもの、用いないものの二種類のスパークリングワインが生産されており、そのいずれもが「シャンパン」を名乗って流通していた。しかし、この状況が詐称であるとしてフランスに抗議されたため、新たな呼称が必要となった。1972年にはスパークリングワイン統制委員会が設立され、シャンパーニュ製法（瓶内二次発酵方式）で生産されたスパークリングワインを「カバ」と呼んでこの地のスパークリングワイン産業を法的に保護する制度が整えられた。1970年にはワイン法が改正されており、新たに設定されていた「特別呼称」の枠組みに依拠した。1980年頃からフレシネ社が技術革新で躍進し、1983年にはカバワインの総生産量が1億本を超えた。

### カバ (DO)の認定後
1986年にはスペインが欧州諸共同体(EC)に加盟し、スペインのワイン産地はEC法の制度下に置かれることとなった。EC法にはスペインのワイン法のような特別呼称の枠組みが存在せず、すべての高品質ワインに対して地理的範囲の画定を求めていたため、既存のカバワイン生産者の生産地域をなぞる形でカバ (DO)の範囲を画定させた。
カバワインの名はEC加盟時にすでに世界各国に知られており、1986年には輸出量が3,000万本を超えた。値段の割に品質が高いことが評価され、その頃から世界のスパークリングワイン市場を席巻し始めた。1998年には輸出量が国内消費量を上回り、1999年には総生産量が2億本を超えた。2024年の総販売量は約2億1811万本に達しており、うち約1億4,000万本が国外に輸出されている。2024年には334社がカバワインを生産しており、スペインのスパークリングワイン産業はフランスに次いで世界第2位である。輸出量の観点でいえば、カバワインはリオハ・ワインをしのいでスペイン最大のワイン生産地域である。

## 産地
カタルーニャ州にはプリオラート (DOQ)やペネデス (DO)など、デノミナシオン・デ・オリヘン(DO)と呼ばれる原産地呼称制度指定地域が10以上存在する。このなかでもカバ (DO)は成立過程を他のDOとは異にしており、逆説的ともいえる原産地呼称認定地域である。
1986年にスペインが欧州諸共同体(EC)に加盟すると、EC法による原産地名称保護制度の枠組みを適用する必要に迫られたため、他のDO産地とは異なる方法で生産地域が認定された。他のDO認定地域はテロワール（地勢・気候・土壌など土地固有の諸条件）が等しい地域をひとまとめとして認定地域を確定しているが、カバは既存の生産者の所在地域をひとまとめとして認定地域を確定しており、カバ (DO)の範囲はスペイン全土の4地域に点在している。
カバ (DO)のブドウ栽培面積は37,502ヘクタールである。カバ (DO)で栽培されたブドウに加えて、他のDO認定地域で栽培されたブドウもカバ生産に使用される。カバワインはスペインで生産されるスパークリングワインの90-95%を占めている。カバの99%はカタルーニャ州で、95%がペネデス地域で、75%がカバワイン発祥の地であるサン・サドゥルニ・ダノイアで生産される。ペネデス地域は原産地呼称制度ではペネデスにも指定されており、カバ (DO)と二重に原産地呼称地域に認定されている。サン・サドゥルニ・ダノイアにはスペイン最大級のワイナリーがいくつも存在する。
2020年に整備された法により、ＤOカバには次の4つの生産地が認定された。
・コムタッツ・デ・バルセロナ（カタルーニャ州）
・バリェ・デル・エブロ
・ビニェドス・デ・アルメンドラレッホ（エストレマドゥーラ州）
・レケナ（バレンシア州）
原産地呼称制度(DO)の中で生産地域がひとつに限られていないのはカバ (DO)のみである。

## 製法

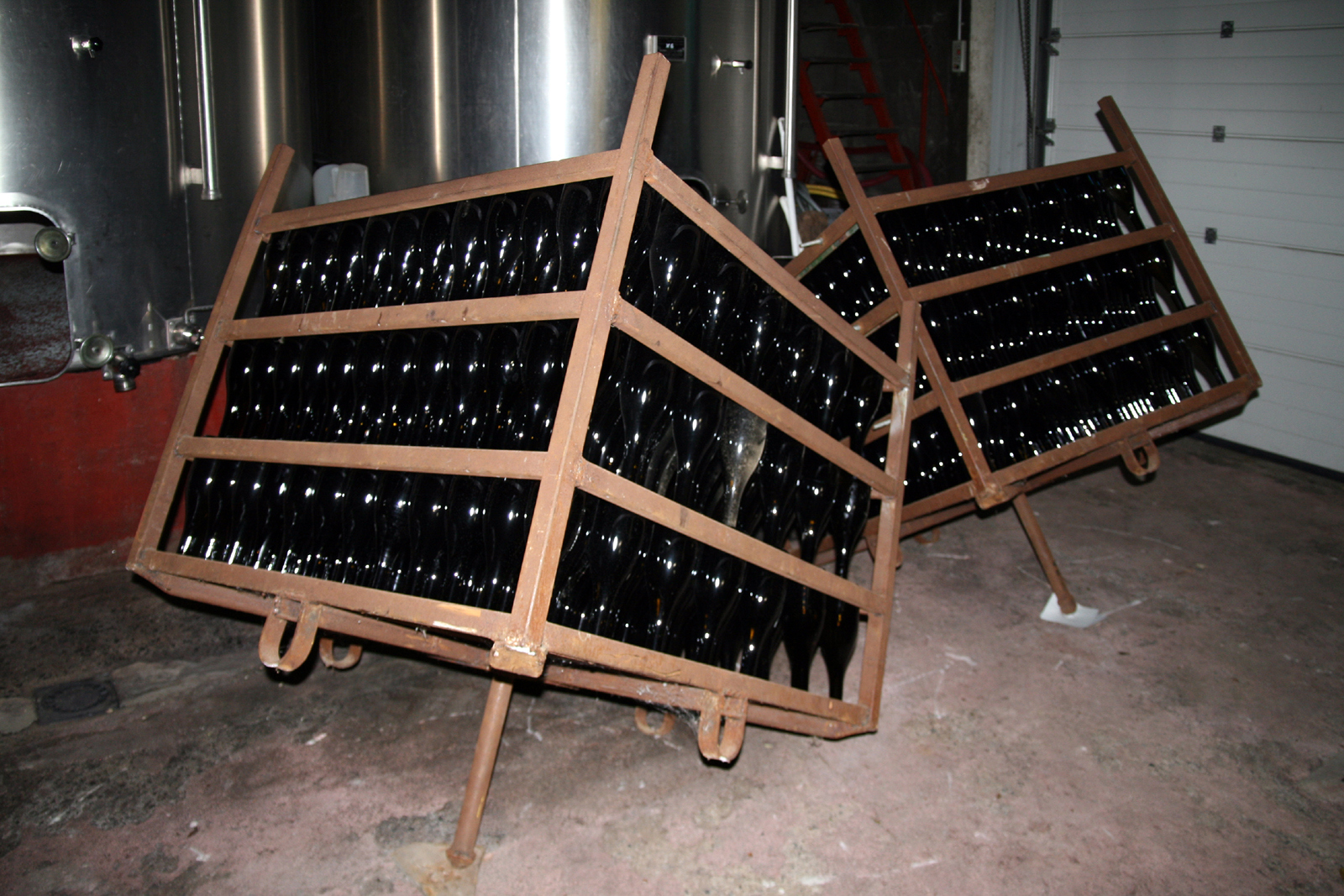
瓶内二次発酵を行っている途中のボトル

フランス・シャンパーニュ地方のシャンパンは瓶内二次発酵方式を用いており、この製法はシャンパーニュ地方ではシャンパーニュ方式、その他の地方ではトラディショナル方式と呼ばれる。瓶内二次発酵方式とは、収穫したブドウを圧搾して発酵させ、酵母とリキュールを添加して瓶詰めし、澱抜きを行ってからリキュールを追加して瓶内でさらに熟成させる製法である。カバワインもシャンパンと同じ瓶内二次発酵方式を用いており、フレシネ社はスパークリングワインの技術革新を主導し、ジャイロパレットと呼ばれる大型機械装置を導入することで、品質を保ったまま生産過程を効率化することを可能にした。アメリカ合衆国、ドイツ、フランス、メキシコなどに進出し、ブドウ畑や醸造所の国外展開、直販チェーン店の設立などで1980年代以降に躍進した。
カバワインの法定最低熟成期間は9か月であるが、一般的にはどのメーカーも9か月以上の熟成を行っている。カバワインの中でもレセルバの法定最低熟成期間は18ヶ月であり、グラン・レセルバの法定最低熟成期間は30ヶ月である。最高ランクとして、パラヘ・カリフィカードがあり、36ヶ間のほか、「パラヘ」と呼ばれる認定区画で栽培されたブドウのみを使用するなど、厳しい条件のカテゴリーがある。一般的なカバワインの飲み頃は熟成開始から1年後であり、シャンパンよりも短い期間で飲み頃を迎える。

## 品種
カバ (DO)で認可されているブドウ品種は地元品種のチャレッロ種、パレリャーダ種、マカベオ種があり、その他にはシャルドネ種、ピノ・ノワール種、マルヴァジーア種をブレンドすることができる。チャレッロ種はワインの骨格を作り、マカベオ種は果実香を与え、パレリャーダ種は香りに華やかさを与えるとされる。カタルーニャ州以外で生産されるカバワインはマカベオ種が主体である。カバワインに初めてシャルドネ種が使用されるようになったのは1981年である。ロゼのカバワインを生産する際には、カベルネ・ソーヴィニヨン種、ガルナッチャ種、モナストレル種、トレパット種から生産された少量の赤ワインが添加される。

### 白ブドウ品種
- 主要品種
  - チャレッロ（スペイン語版）種
  - パレリャーダ（スペイン語版）種
  - マカベオ種

- ブレンド用
  - マルヴァジーア種
  - シャルドネ種

### 黒ブドウ品種
- ガルナッチャ種
- モナストレル種
- ピノ・ノワール種
- トレパット種

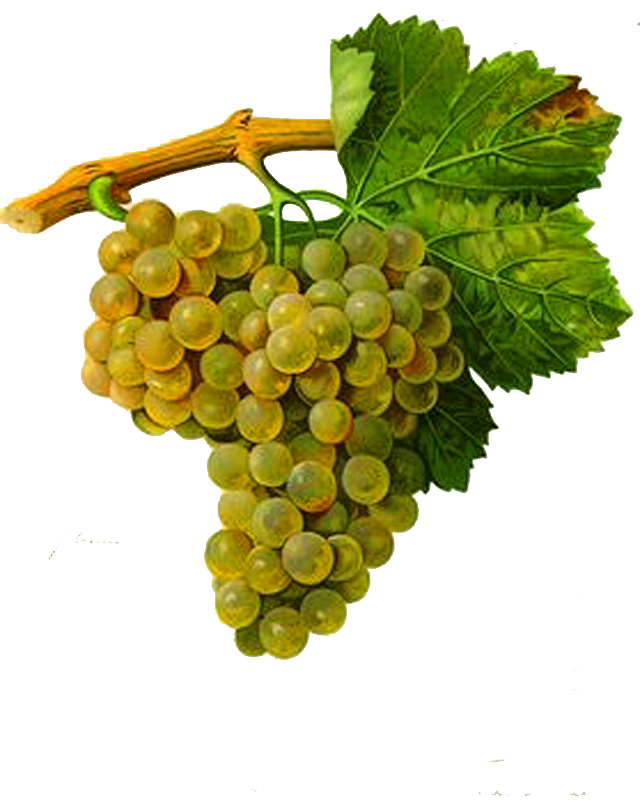
マカベオ種
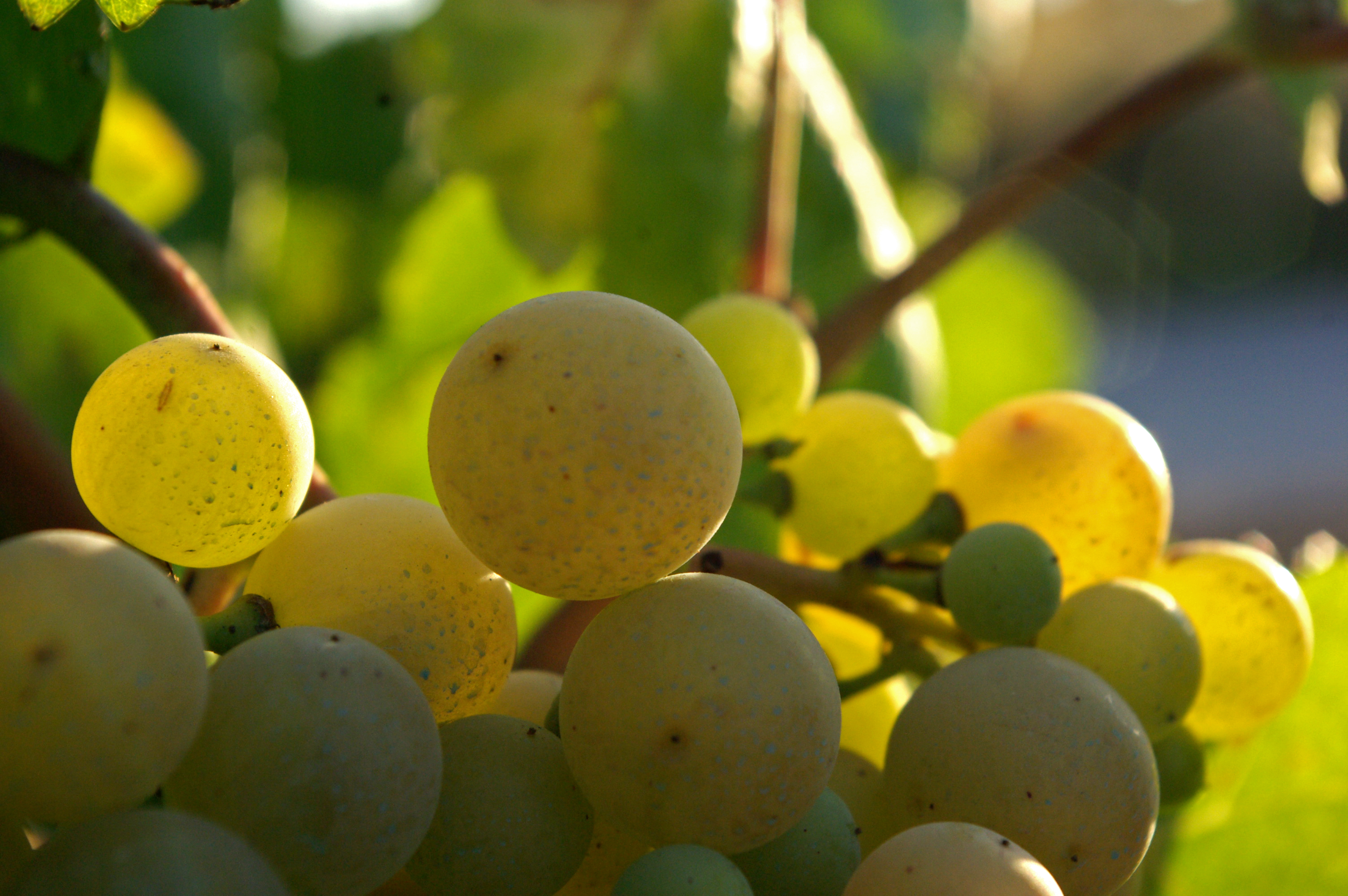
チャレッロ種
パレリャーダ種

## 区分

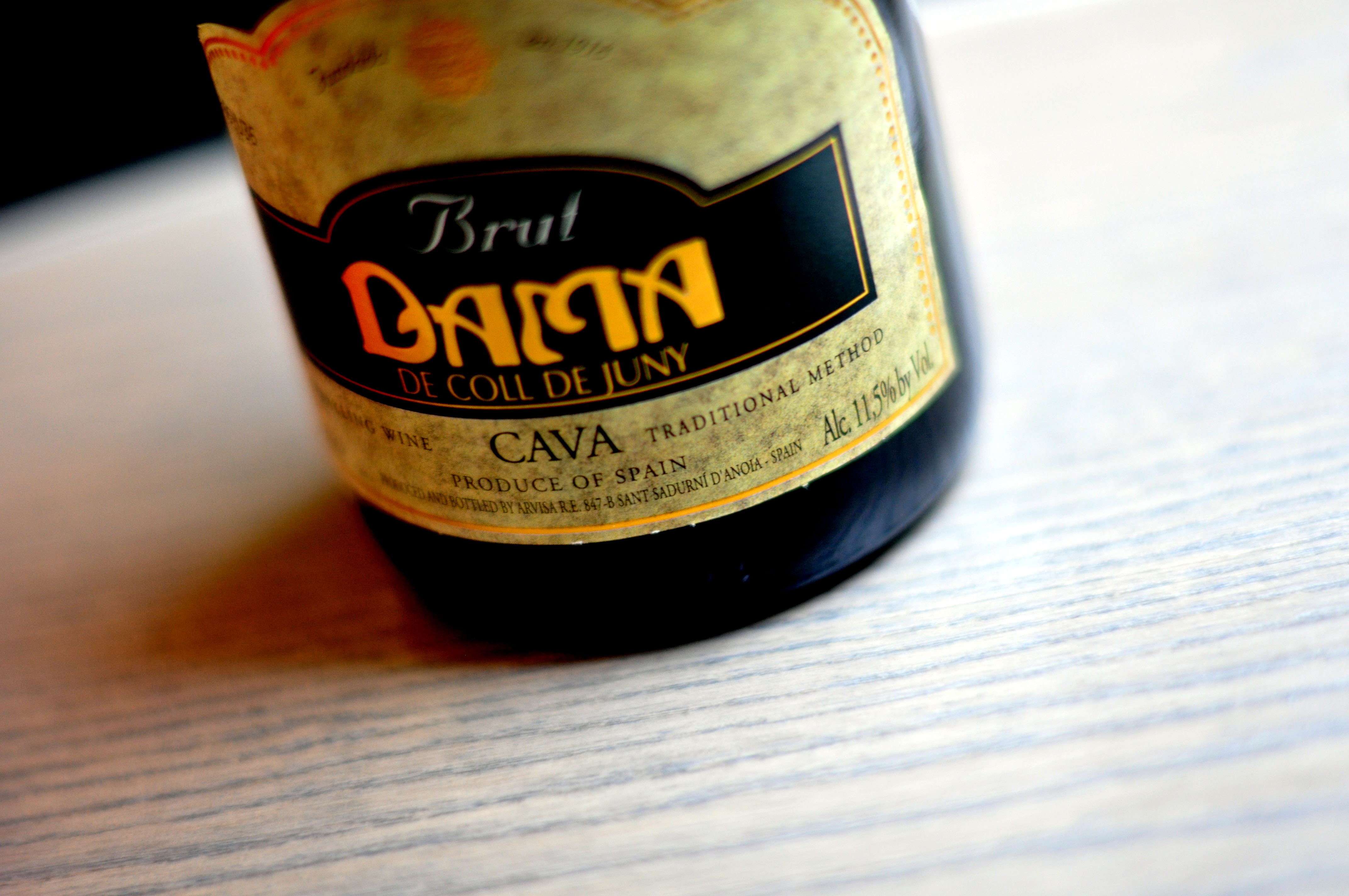
Brut（ブリュット）と書かれた「Dama」

カバワインの味わいの表示はシャンパン同様にフランス語が用いられる。残糖分量によって7区分に分けられている。
| 残糖分量によるカバワインの区分 | 残糖分量によるカバワインの区分 | 残糖分量によるカバワインの区分 | 残糖分量によるカバワインの区分 | 残糖分量によるカバワインの区分 |
| #                              | 名称                           | 意味                           | 残糖量                         | 備考                           |
| ------------------------------ | ------------------------------ | ------------------------------ | ------------------------------ | ------------------------------ |
| 1.                             | ブリュット・ナテューレ         |                                | 残糖分0-3g/l未満               | 糖分無添加                     |
| 2.                             | エクストラ・ブリュット         |                                | 残糖分6g/l未満                 |                                |
| 3.                             | ブリュット                     |                                | 残糖分0-12g/l未満              |                                |
| 4.                             | エクストラ・セコ               | ごく辛口                       | 残糖分12-17g/l未満             |                                |
| 5.                             | セコ                           | 辛口                           | 残糖分17-32g/l未満             |                                |
| 6.                             | セミ・セコ                     | やや辛口                       | 残糖分32-50g/l未満             |                                |
| 7.                             | ドゥルセ                       | 甘口                           | 残糖分50g/l以上                |                                |

## ヴィンテージ
カバ原産地呼称統制委員会は各年度のワインに対してヴィンテージを発表している。ヴィンテージは「並」、「良い」、「とても良い」、「素晴らしい」の4段階である。
| - 1970年 :「良い」 - 1971年 :「良い」 - 1972年 :「良い」 - 1973年 :「とても良い」 - 1974年 :「良い」 - 1975年 :「とても良い」 - 1976年 :「とても良い」 - 1977年 :「並」 - 1978年 :「素晴らしい」 - 1979年 :「並」 - 1980年 :「とても良い」 - 1981年 :「良い」 - 1982年 :「とても良い」 - 1983年 :「素晴らしい」 - 1984年 :「とても良い」 | - 1985年 :「良い」 - 1986年 :「良い」 - 1987年 :「良い」 - 1988年 :「とても良い」 - 1989年 :「良い」 - 1990年 :「良い」 - 1991年 :「とても良い」 - 1992年 :「良い」 - 1993年 :「とても良い」 - 1994年 :「良い」 - 1995年 :「良い」 - 1996年 :「とても良い」 - 1997年 :「良い」 - 1998年 :「とても良い」 - 1999年 :「とても良い」 | - 2000年 :「素晴らしい」 - 2001年 :「とても良い」 - 2002年 :「とても良い」 - 2003年 :「良い」 - 2004年 :「良い」 - 2005年 :「とても良い」 - 2006年 :「素晴らしい」 - 2007年 :「素晴らしい」 - 2008年 :「素晴らしい」 - 2009年 :「とても良い」 - 2010年 :「良い」 - 2011年 :「とても良い」 - 2012年 :「とても良い」 - 2013年 :「素晴らしい」 |

- 出典 : カバ原産地呼称統制委員会[17]

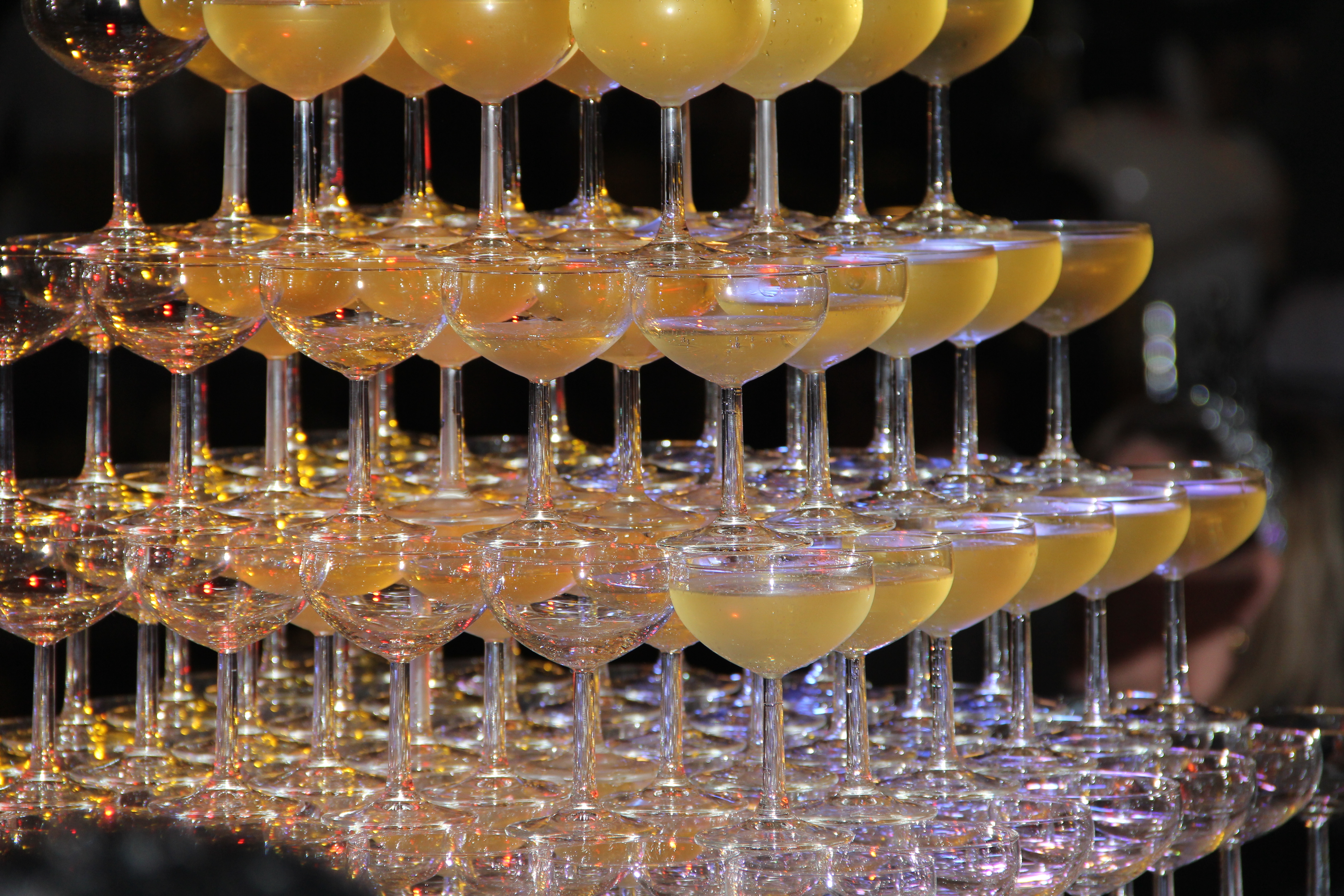
カバワインのシャンパンタワー
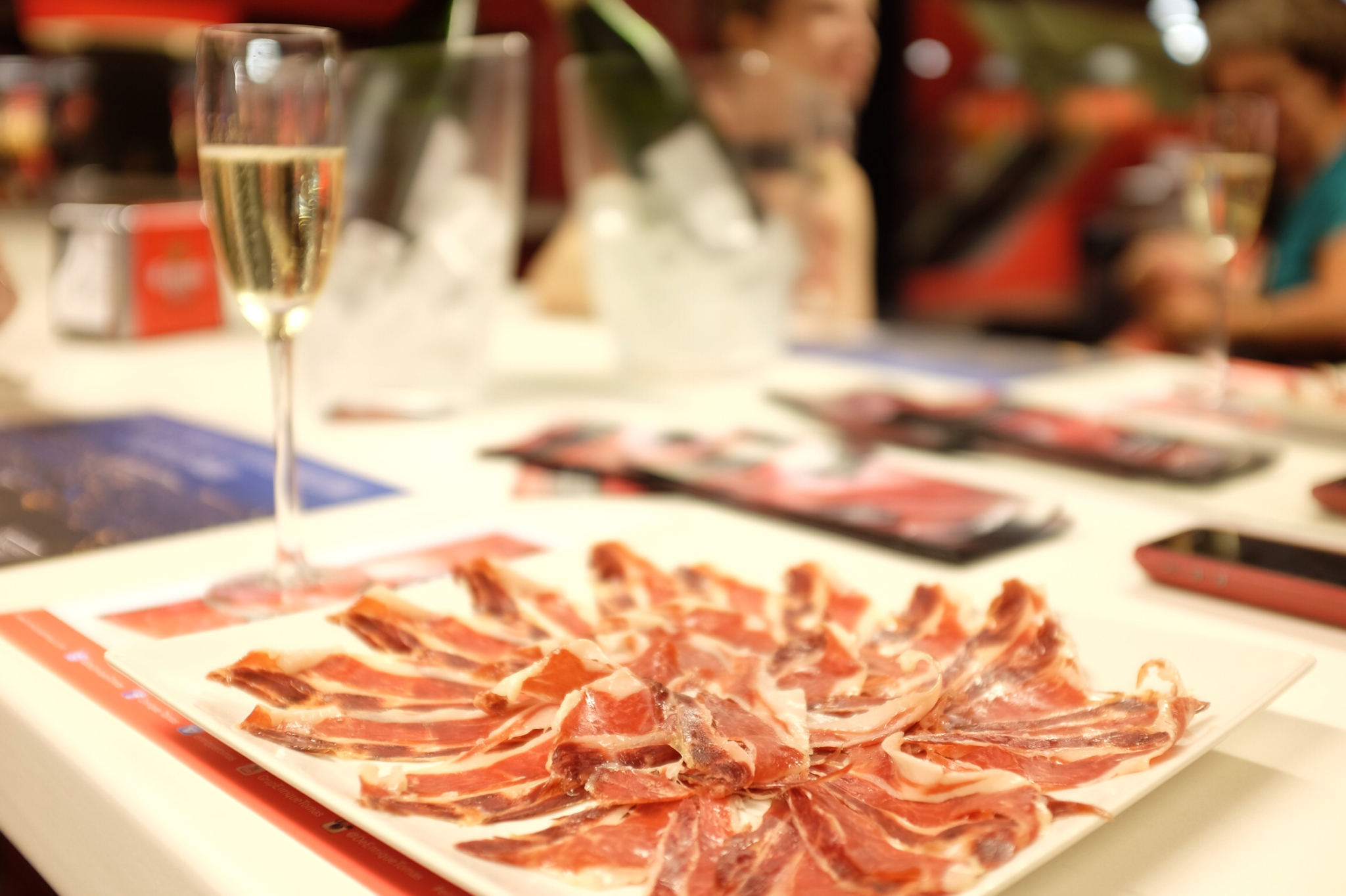
ハモン・セラーノとカバワイン
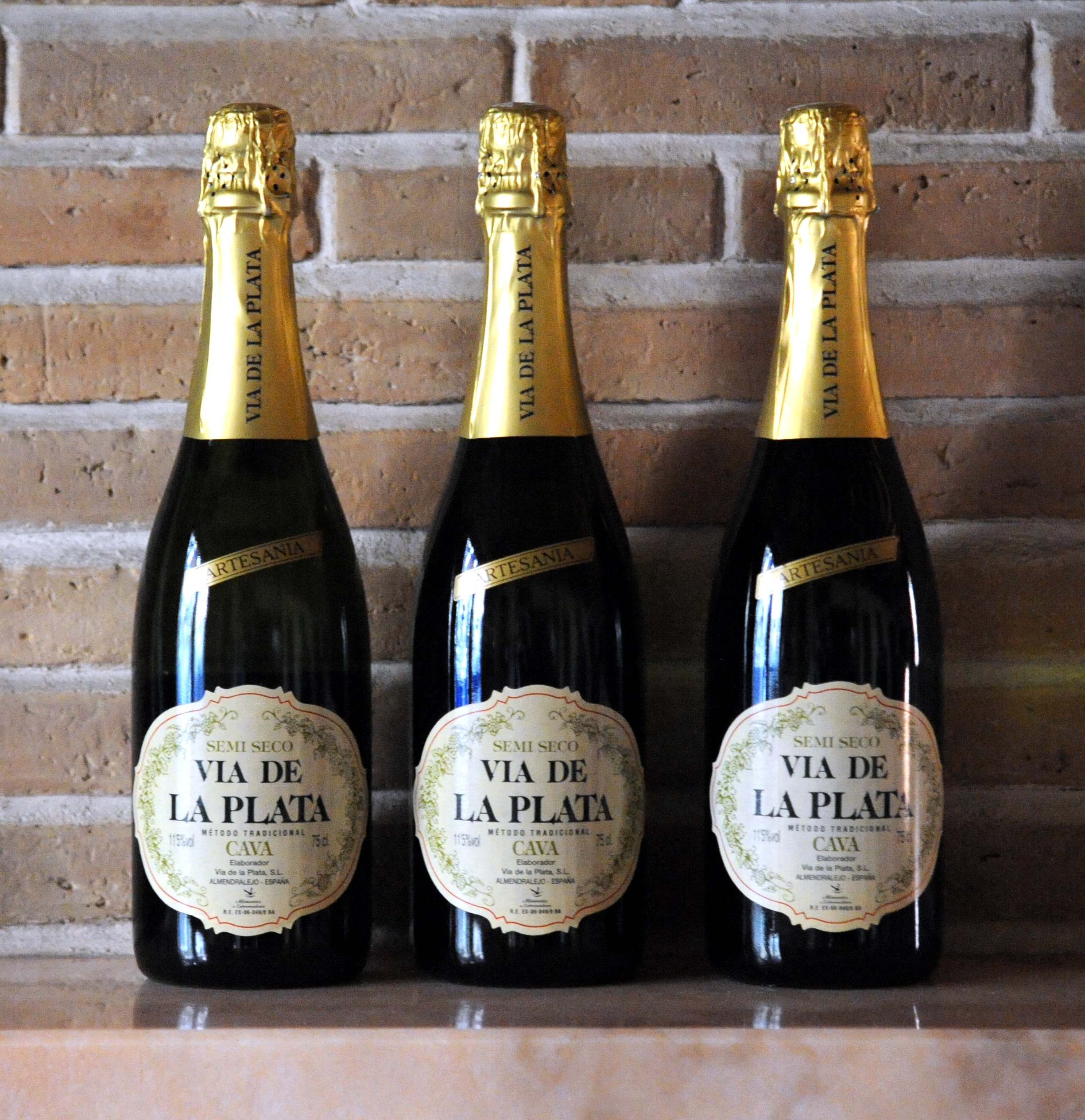
「ビア・ダ・ラ・プラータ」
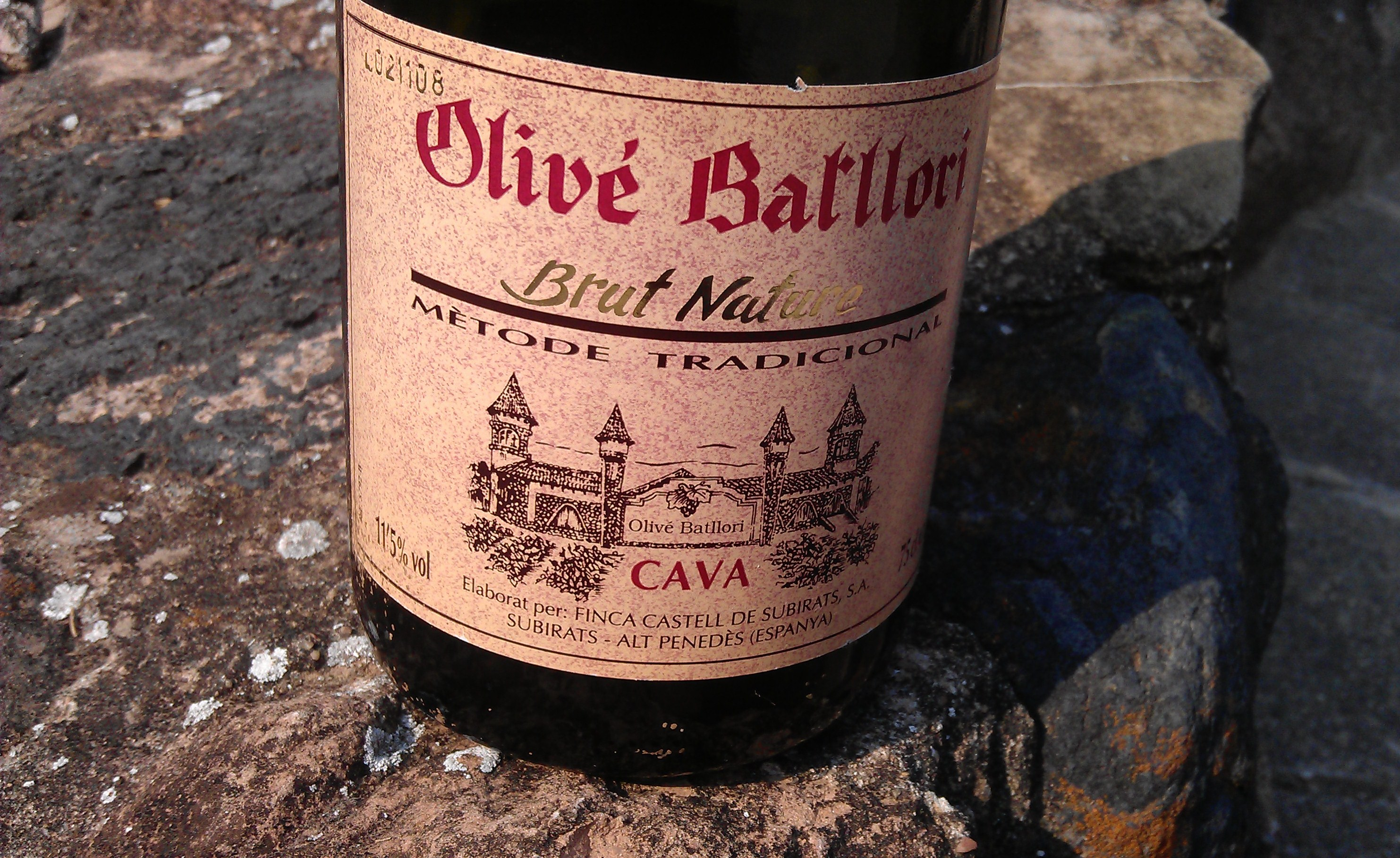
「オリベ・バトリョーリ」
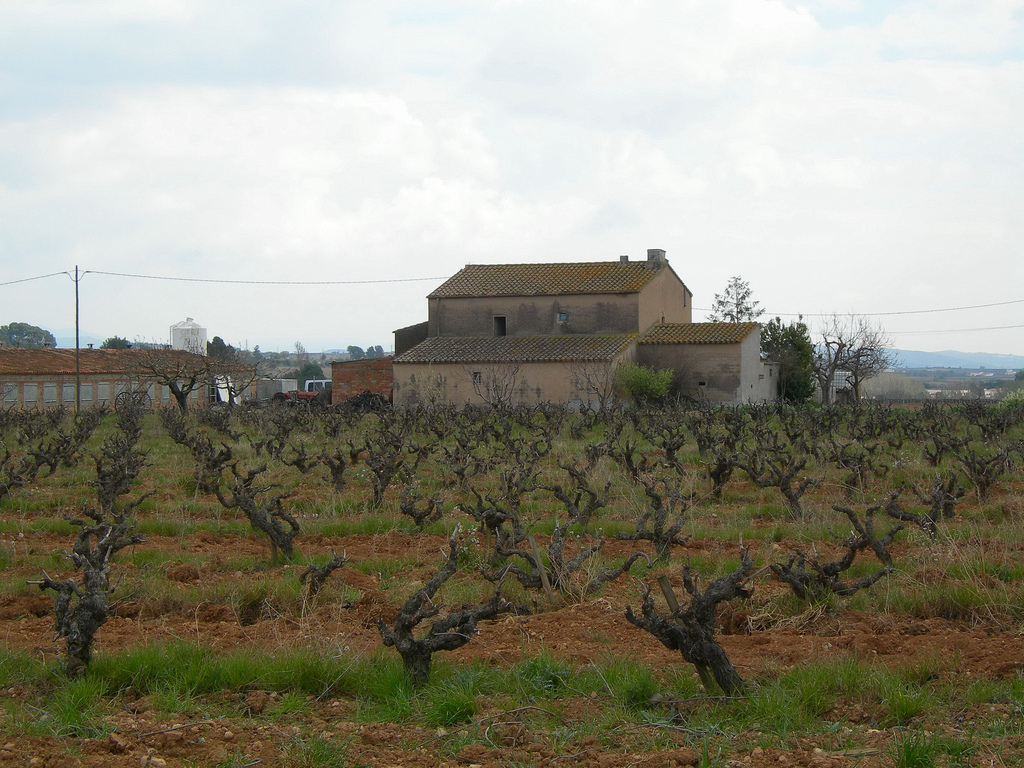
カバ (DO)のブドウ畑

## 文献

### その他
- H. Johnson & J. Robinson "The World Atlas of Wine", pp.196-198, Mitchell Beazley Publishing, 2005, ISBN 1-84000-332-4
- J. Robinson (ed) "The Oxford Companion to Wine" Third Edition, p.1455, Oxford University Press, 2006, ISBN 0-19-860990-6
- T. Stevenson "The Sotheby's Wine Encyclopedia", p.318, Dorling Kindersley, 2005, ISBN 0-7566-1324-8
- Karen, MacNeil (2001). The Wine Bible. Workman Publishing. ISBN 1-56305-434-5
- 『カバの本 美味しい、お手頃、種類が豊富なスペインのスパークリングワイン』主婦と生活社, 2010年
- 稲垣眞美『ワインの常識』（岩波新書）岩波書店, 1996年
- D.O.CAVA Grobal Report 2024